# 日室
日室（ひむろ）は、岡山県和気郡和気町の大字。旧日室村にあたる。

## 歴史
- 1889年（明治22年）6月1日 - 日室村が周辺村と合併し本荘村発足[1]。本荘村の大字となる[1]。
- 1950年（昭和25年）4月1日 - 本荘村が町制施行して本荘町となる。
- 1953年（昭和28年）4月1日 - 和気郡藤野村、本荘町、和気町、日笠村、赤磐郡石生村が合併し、和気町の大字となる[1]。

### 地名の由来
地名について原拠を記したものがないため、地名の由来は定かではない。

## 施設
- 日室コミニティハウス
- 日室台コミニティハウス（一部は尺所地内宮田地区に所属）

## 交通

### バス停
区内には町営バス「わけまろ号」が走る
- 性司
- 日室コミニティハウス
- 日室南
- 日室台コミニティハウス

## 学区

### 小学校
- 和気町立本荘小学校

### 中学校
- 和気町立和気中学校